# Aristolochia philippinensis
Aristolochia philippinensis là một loài thực vật có hoa trong họ Aristolochiaceae. Loài này được Warb. mô tả khoa học đầu tiên năm 1904.